# أحمد بن عقيل الزويتيني
أحمد بن عقيل بن مصطفى الزُّوَيْتِيني (يوليو 1848 - ديسمبر 1898) (شعبان 1264 - شعبان 1316) عالم مسلم وفقيه حنفي سوري عثماني من أهل القرن التاسع عشر الميلادي/ الثالث عشر الهجري. ولد في حلب ونشأ بها. درس على والده وأحمد الترمانيني وغيرهما من علماء عصره. برز في العلوم النقلية والعقلية، والفقه الحنفي، وعلم التفسير. قام بالتدريس في عدة مدارس حلب كذلك تولى بعض المهام الدينية حتى تولى أمانة الإفتاء تسع سنوات. كتب عدة شروح وحواش. توفي في مسقط رأسه عن 51 عامًا.

## سيرته
هو أحمد بن عقيل بن مصطفى بن أحمد بن عبد الله بن مصطفى العمري الزويتيني، ينتهي نسبه إلى عمر بن الخطاب. ولد في شعبان سنة 1264 هـ/ 1847 م في حلب بإيالة حلب العثمانية، ونشأ بها. قرأ على والده وعلى أحمد الترمانيني، وصالح الصيجلي، وأجازه والده إجازة عامة، صادق عليها الترمانيني.

اشتغل بتدريس الفقه الحنفي في المدرسة الأحمدية، ثم في البهائية، ثم في الجامع الكبير، وتولى وقف المدرسة الشعبانية سنة 1281 هـ/ 1864 م. ثم تولى أمانة الإفتاء تسع سنوات لما عزل بكري أفندي الزبري من إفتاء حلب سنة 1304 هـ/ 1886 م .

اشتهر في العلوم النقلية والعقلية، والفقه الحنفي، وعلم التفسير. في بيته كان يحفظ دلائل الخيرات ويقرأها في كل يوم مرة أو عدة مرات ويصلي التراويج بجزء من القرآن في الحجازية التي فيها الجامع الكبير.

ذكره ومدحه عبد الرزاق البيطار في «حلية البشر في تاريخ القرن الثالث عشر» وقال «مفتي حلب الشهباء وعالمها، وحامل لواء الشريعة بها وخادمها، قد صرف نقد عمره من صغره في العلم والعمل، وعكف على ما يرفع شريف قدره إلى أوج برج الحمل، ولم يزل يرضع لبان المعارف، ويتحلى بحلية العوارف، لدى كل عالم وعارف، إلى أن أضحى ببراعته برد البلاغة موشى، وبفصاحته ثوب النباغة مطرزاً ومغشى، فلا ريب أنه جنة ثمرات الفنون، ولا عيب فيه سوى أنه عن نسبة العيب إليه مصون، فيا له من جهبذ قد لبس سوار الفضائل في معصم الكمال، واقتبس من مشكاة الدلائل نور الوقوف على أصح الأقوال وأرجح الأفعال. ولد تقريباً من سنة ألف ومائتين وأربعين، ومن حين تمييزه جلس من حدائق الطلب على مهاد التمكن والتمكين، ولم يزل يفيد ويستفيد، ويزيد في الاجتهاد لكي يزداد مما يريد، إلى أن خطبه الإفتاء الشريف لهامته تاجاً، ولترقيه إلى سماء الفضائل معراجا، ولم ينقل عنه ميل عن جادة الصواب، ولا فعل يوجب له نسبة شك في كماله أو ارتياب، بل حالته الخوف من الله والتقوى، والاستقامة في السر والنجوى، إلى أن فارق دنياه، وأجاب دعوة من إليه دعاه، ليلة السبت من أواخر شعبان المكرم سنة ألف وثلاثمائة وست عشرة واحتفل بتشييعه الكبير والصغير، والغني والفقير، ودفنوه في مقبرة الصالحين أسكن الله روحه في عليين.»

توفي أحمد بن عقيل الزويتيني في شهر شعبان سنة 1316/ ديسمبر 1898 في مسقط رأسه بولاية حلب العثمانية ودفن في تربة السفيري خارج باب المقام أحد أبواب حلب.

## آثاره
من مؤلفاته:
- شرح الطريقة المحمدية
- حاشية على نزهة الناظرين
- شرح دلائل الخيرات
- شرح بداية الهداية للغزالي
- شرح المراح والأمثلة
- رسالة في التوحيد
- مجموعة الفتاوى